# جولیان میشل
جولیان میشل (انگلیسی: Julian Michel؛ زادهٔ ۱۹ فوریهٔ ۱۹۹۲) بازیکن فوتبال اهل فرانسه است.
از باشگاه‌هایی که در آن بازی کرده‌است می‌توان به باشگاه فوتبال المپیک لیون و باشگاه فوتبال لیل اشاره کرد.